# Kercha

Kercha är en flod i västra Iran, känd under antiken som Choaspes.
Floden upprinner i Zagorsbergen, flyter i sydöstlig riktning förbi Susa och torkar ut under sitt flöde över slättlandet. Endast en obetydlig vattenmängd når Tigris.